# Stilb
Stilb je starší jednotka jasu, která byla zavedena v soustavě CGS. Je to jas odpovídající jedné kandele na čtvereční centimetr. Pojmenoval ji zhruba v roce 1920 fyzik André Blondel, název pochází z řeckého slova stilbein.
V soustavě SI byla nahrazena jednotkou Kandela na čtvereční metr, pro niž se někdy používá název nit.